# Jean-Yves Le Déaut
Jean-Yves Le Déaut, né le 1er février 1945 à Guémené-sur-Scorff (Morbihan), est un biochimiste et  homme politique français.

## Biographie

### Jeunesse et études
Docteur es sciences, il est titulaire d'un doctorat obtenu à l'université Louis-Pasteur de Strasbourg (1976) où il a été assistant à la faculté de médecine (1969-1971 et 1973-1976). Il a effectué son service militaire comme volontaire du service national (1971-1973) à la faculté des Sciences de Tunis. Il a été maître de conférences puis professeur à l'université de Tananarive et chercheur à l'Institut Pasteur de Madagascar en tant que coopérant. Il rentre en France, à Nancy en 1983, et devient professeur de biochimie à l'université Henri-Poincaré (1983-1998). Il a donné des cours à Sciences-Po Paris sur le thèmes Les grands enjeux du XXIe siècle jusqu'en juillet 2013. Il est marié et père de deux enfants.

### Politique
Jean-Yves Le Déaut a occupé plusieurs mandats locaux : premier adjoint au maire de Pont-à-Mousson (1989-1995), conseiller général de Nancy Nord (1998-2004). Cela le conduit à se présenter, sans succès, à la Mairie de Nancy contre André Rossinot. Il démissionne du conseil municipal de Nancy en mars 2001. Élu conseiller régional depuis 2004, il est le premier vice-président de Jean-Pierre Masseret à la Région Lorraine de mars 2004 jusqu’à sa démission en février 2013.
Jean-Yves Le Déaut est élu député le 16 mars 1986, à la proportionnelle puis dans la sixième circonscription de Meurthe-et-Moselle jusqu'en 2017. Il est membre du groupe socialiste à l'Assemblée nationale et de l'Office parlementaire d'évaluation des choix scientifiques et technologiques (OPECST).
Il suit les questions relatives à l'enseignement supérieur, la recherche, aux sciences et aux technologies, à la bioéthique, à la santé, à l'énergie et à l'environnement.
Pendant la campagne des primaires socialistes de 2011, Jean-Yves Le Déaut est chargé avec Geneviève Fioraso des sujets liés à l'innovation et à la recherche pour le candidat François Hollande.
Il est président de l'OPECST de novembre 2014 à 2017.

## Fonctions et mandats
- 18 juin 1995 - 1er mars 1999 : conseiller municipal de Pont-à-Mousson
- 24 mars 1989 - 18 juin 1995 : adjoint au maire de Pont-à-Mousson
- 23 mars 1998 - 28 mars 2004 : conseiller général du canton de Nancy-Nord
- 23 mars 1998 - 18 mars 2001 : vice-président du conseil général de Meurthe-et-Moselle
- 29 mars 2004 - 13 décembre 2015 : conseiller régional de Lorraine
- 29 mars 2004 - 22 mars 2008 : vice-président du conseil régional de Lorraine
- 23 mars 2008 - 14 mars 2010 : premier vice-président du conseil régional de Lorraine
- 15 mars 2010 - 15 février 2013: premier vice-président du conseil régional de Lorraine

Mandats parlementaires
- 2 avril 1986 - 14 mai 1988 : député de Meurthe-et-Moselle
- 13 juin 1988 - 1er avril 1993 : député de la 6e circonscription de Meurthe-et-Moselle
- 2 avril 1993 - 21 avril 1997 : député de la 6e circonscription de Meurthe-et-Moselle
- 1er juin 1997 - 18 juin 2002 : député de la 6e circonscription de Meurthe-et-Moselle
- 19 juin 2002 - 19 juin 2007 : député de la 6e circonscription de Meurthe-et-Moselle
- 20 juin 2007 - 19 juin 2012 : député de la 6e circonscription de Meurthe-et-Moselle
- 19 juin 2012 - 20 juin 2017 : député de la 6e circonscription de Meurthe-et-Moselle